# رئوس مطالب بیوفیزیک
طرح کلی زیر به عنوان یک مرور کلی برای بیوفیزیک ارائه شده است:

## تکنیک های بیوفیزیکی
روش‌های تجربی در زیست‌فیزیک یا بیوفیزیک روش‌هایی هستند که برای کسب اطلاعات از سیستم‌های زیستی در سطح اتمی یا مولکولی استفاده می‌شوند. این روش‌های معمولاً هم‌پوشانی‌ای با سایر روش‌های تجربی در سایر شاخه‌های علوم دارند.
روش‌های عمدهٔ تجربی در زیست‌فیزیک عبارتند از:
- رنگ‌تابی دورانی
- تداخل‌سنجی قطبش دوتایی
- ریزبینی الکترونی
- بیناب‌نمایی شب‌نمایی
- بیناب‌نمایی نیرویی
- الکترون‌بری در ژل
- کالری‌سنجی تیترسازی هم‌دما یا ITC که اثرات گرمایی حاصل از واکنش را اندازه می‌گیرد.
- بیناب‌نمایی جرمی
- ریزبینی
- انبرک‌های نوری یا انبرک‌های مغناطیسی
- بیناب‌نمایی ان‌ام‌آر
- بیناب‌نمایی تک‌مولکولی
- پراکندگی پرتو ایکس در زوایای کوچک
- بیناب‌فروغ‌سنجی، اندازه‌گیری انتقال نور از میان محلول‌ها یا مواد مختلف در طول موج‌های مختلف نور. رنگ‌سنجی مثالی از آن می‌باشد.
- انواع روش‌های رنگ‌نگاری، که برای تصفیه و تحلیل مولکول‌های زیستی استفاده می‌شوند.
- بلورنگاری پرتو-ایکس، روش دیگری برای دسترسی به ساختار مولکولی مواد با دقت تفکیک اتمی